# Orson (Vorname)
Orson ist ein englischer männlicher Vorname.

## Bedeutung
Der Name stammt ursprünglich aus dem Normannischen und ist ein Diminutiv von ors, dem normannischen Wort für Bär, was sich wiederum von dem lateinischen Ursus ableitet.

## Varianten
- deutsch: Urs
- italienisch: Orso
- lateinisch: Ursus

## Bekannte Namensträger
- Orson Bean (1928–2020), US-amerikanischer Film- und Theaterschauspieler
- Orson Scott Card (* 1951), US-amerikanischer Schriftsteller
- Orson Fowler (1809–1887), US-amerikanischer Phrenologe
- Orson Welles (1915–1985), US-amerikanischer Hörspiel-, Film- und Theaterregisseur, Schauspieler und Autor